# 홍성우 (1938년)
홍성우(洪性宇, 1938년 7월 4일~2022년 3월 16일)는 대한민국 판사 출신의 변호사 겸 정치인이다. 본관은 남양(南陽)이다.
1938년 서울에서 출생하여 경기고등학교와 서울대학교 법과대학을 나온 그는 1961년 고등고시 사법과에 합격, 해군 법무관을 마치고 1965년부터 6년간 판사를 역임했다. 1971년 사법파동을 겪은 뒤 그해 변호사로 개업했다.
1974년 민청학련사건을 계기로 이돈명, 조준희, 황인철 등과 함께 인권변호사 4인방으로 불리며 인권변론에 투신, 20여 년에 걸쳐 학생, 노동자, 민주인사, 조작간첩사건 등의 변론에 혼신의 열정을 쏟았다. 민주회복국민회의, 한국기독교교회협의회, 엠네스티, 가톨릭정의평화위원회 등에서 인권신장을 위한 활동을 했다. 정법회 결성에 앞장섰으며, 1987년을 전후하여 서울지방변호사회 인권위원장, 대한변협 인권위원으로 활약했다.
1988년 민주사회를위한변호사모임(민변)을 결성하고 그 대표를 역임하였다. 참여연대 초대공동대표를 지냈고, 1995년 김대중계가 새정치국민회의로 이탈한 이후 "개혁신당"을 창당하였고 그 후 민주당과 통합해 통합민주당 수석최고위원을 지냈다. 2000년에는 한나라당 개혁공천심사위원장을 맡아 공천개혁을 이끌기도 했고 2001년 한나라당 탈당하였다.
엄혹한 독재체제 하에 희생된 이들과 저항한 이들을 위한 변론에 앞장선 인권변호사의 표상으로 지금도 널리 인정받고 있다.

## 역대 선거 결과
| 실시년도 | 선거   | 대수 | 직책     | 선거구         | 정당       | 득표수   | 득표율          | 순위 | 당락 | 비고 |
| -------- | ------ | ---- | -------- | -------------- | ---------- | -------- | --------------- | ---- | ---- | ---- |
| 1996년   | 총선   | 15대 | 국회의원 | 서울 강남구 갑 | 통합민주당 | 23,465표 | \| \| 20.60% \| | 2위  | 낙선 |      |
|          | 20.60% |      |          |                |            |          |                 |      |      |      |

|  | 제1대 개혁신당 공동총재 1995년 10월 9일~1995년 12월 4일 | 후임 (해산) |